# Saulius Katuoka
Saulius Katuoka (* 10. April 1950 in Anykščiai) ist litauischer Rechtswissenschaftler, Professor für Völkerrecht an der Mykolas-Romer-Universität (seit 2001), Seerechtler und Menschenrechtler.

## Ausbildung
Saulius Katuoka absolvierte das Diplomstudium der Rechtswissenschaften an der Rechtsfakultät (1970–1975), Die Aspirantur (1977–1980) der Universität Vilnius. Dann promovierte Saulius Katuoka zum Thema „Völkerrechtliche Grundlagen der staatlichen Zusammenarbeit in der Ostsee“ (Valstybių bendradarbiavimo Baltijos jūroje tarptautiniai teisiniai pagrindai, 1981).
Von Mai bis Juni 1997 war er Gastforscher an der Freien Universität Brüssel und von Mai bis Juni 1998 an der Universität Nizza Sophia-Antipolis.

## Lehre und Forschung
Saulius Katuoka war Assistent, wissenschaftlicher Mitarbeiter, Lektor der Universität Vilnius (1980–1981), Dozent (1981–1997), Leiter des Lehrstuhls für Verfassungsrecht (1990–1997), Leiter des Lehrstuhls für Völkerrecht und Schutz der Menschenrechte (1997–2002), des Lehrstuhls für Völkerrecht und EU-Recht (1997–2002).
Danach arbeitete er als Direktor des Instituts für Völkerrecht und EU-Recht (2002–2006), Leiter des Lehrstuhls für Völkerrecht (seit 2006) der Rechtsfakultät der Mykolas-Romeris-Universität.

## Monographien
- Mirties bausmė ir tarptautinė teisė. Konstitucingumas ir pilietinė visuomenė: kolektyvinė monografija. („Todesstrafe und Völkerrecht“). Vilnius: LTU Leidybos centras, 2003, S. 359–416.
- Mirties bausmė ir tarptautinė teisė. Lietuvos Teisės akademija. Vilnius, 2000, 111 S., ISBN 9955-442-19-0.
- Policija ir žmogaus teisės („Polizei und Menschenrechte“). Vilnius, 1998, 191 S., ISBN 9986-656-17-6.
- Lehrbuch Tarptautinė jūrų teisė („Internationales Seerecht“). Vilnius, 1997, 230 S., ISBN 9986-752-14-0.
- Recenzija monografijai. Rezension von Vilenas Vadapalas, Danutė Jočienė, Zenonas Petrauskas. In: Tarptautinė jūrų teisė. LTU Mokslo darbai Jurisprudencija. 2001, Band 21 (13), S. 194–195. ISSN 1392-6195.

## Artikel
- Опыт Литвы по  отмене  смертной казни. В кн.Смертная казнь. Да? Нет? ISBN 985-463-027-7. Minsk 2001, S. 57–64.
- I.L.A. Committee on coastal state jurisdiction relating to marine pollution. Studia Europejskie. ISBN 83-86230-73-8. Gdynia, 2000, Band 5, S. 83–111.
- Tarptautinės sutartys ir Lietuvos valstybė. In: Jurisprudencija, ISSN 1392-6195. Vilnius, 2002, 30 (22), S. 115–122.
- Refleksija Europos Sąjungos Konstitucijos, Pagrindinių teisių Chartijos klausimais. URM Internetinis puslapis. http://www.urm.lt. (Europos Sąjunga-Diskutuok apie Lietuvos ateitį Europoje), 2001.
- Europos žmogaus teisių ir pagrindinių laisvių apsaugos  konvencija Lietuvos teisinėje sistemoj. In: Jurisprudencija, ISSN 1392-6195. Vilnius, 2000, Band 15 (7), S. 54–60.
- Tarptautinė teisė Lietuvos teisinėje sistemoje. Stojimas į Europos Sąjungą ir Konstitucija. ISBN 9986-752-66-3. Vilnius, 2000, S. 43–48.
- Atviroji jūra: sąvoka ir laisvės. In: Jurisprudencija, ISSN 1392-6195.Vilnius, 1999, Band 13 (5), S. 117–125.
- Baudžiamoji jurisdikcija valstybės vidaus vandenyse. In: Jurisprudencija, ISSN 1392-6195. Vilnius, 1998. Nr. 9, S. 120–124.

## Vorträge und Referate
- Проблема сооотношения Хартии Европейского Союза по основным правам человека и Конституция Литовской Республики. Tarptautinė konferencija. Kaliningradas, 2004 m. balandis.
- Europos Sąjunga ir žmogaus teisės. Seminaras advokatams ir advokatų padėjėjams. Kaunas, 2003 m. kovas.
- Europos Sąjungos pagrindinių teisių chartijos ir Europos žmogaus teisių ir pagrindinių laisvių apsaugos konvencijos santykio problema. Tarptautinė konferencija. LTU. Vilnius. 2002 m. lapkritis.
- Tarptautinės sutartys ir Lietuvos valstybė. Nacionalinė konferencija. LTU. 2002 m. spalis.
- Atskirų socialinių grupių teisinė padėtis ir kitos žmogaus teisių įgyvendinimo aktualios problemos. Nacionalinė konferencija. Lietuvos Respublikos Seimas. Vilnius. 2002 birželis.
- Europos Sąjungos studijos Lietuvos teisės universitete. Tarptautinė konferencija. LTU. Vilnius. 2002 gegužė.
- Pranešimas Lenkijoje. Mokslinė konferencija. Karpacz, Lenkija. 2002 gegužė.
- Žmogaus teisės ir jų raida. Konferencija pagal HURIST programą. Kaunas. 2001 gruodis.
- Tarptautinis baudžiamasis teismas: atsiradimo prielaidos ir vystymosi perspektyvos. Konf. medž. LR Seimas. 2001 gegužė.
- Europos Sąjunga ir žmogaus teisės. Konf.medž. Konstitucinės teisės raida ir integracija į Europos Sąjungą. LTU. Vilnius. 2001 balandis.
- Europos žmogaus teisių ir laisvių konvencijos vieta Lietuvos teisinėje sistemoje. Konf. medž. Europos žmogaus teisių konvencijos įgyvendinimas. LTA. Vilnius, 1999, S. 12–17.
- Pilietinių ir politinių teisių paktas ir jo realizavimas Lietuvoje. Konf.medž. Visuotinė žmogaus teisių deklaracija ir žmogaus teisių raida. Vilnius, 1998, S. 12–15.

## Mitautor von Büchern
- Europos Sąjungos Konstitucija ir Pagrindinių teisių chartija. Europos Sąjungos teisė. 7 skyrius, Vilnius, Justitia, 2002, S. 103–116.
- Lietuva ir JTO specializuotos įstaigos. Lietuva ir tarptautinės organizacijos. Kaunas, 1998, S. 52–76.

## Rezensionen
- Lietuvos teisės universiteto Užsienio kalbų katedros lektorės Violetos Samedy mokymo priemonei “Administration centrale de l’etat”, Vilnius, 2003 m.
- A. Čiočio mokomajai knygai “Tarptautinė humanitarinė teisė”. Vilnius, 2002.

## Wörterbücher, Lexika
- Tarptautinės teisės terminų komentarai-straipsniai. Namų advokatas. 2001 (at. sp. 0,8 s. l.).
- Tarptautinės sutartys ir dokumentai pilietinės visuomenės klausimais (bendraautoriai: A. Perkauskienė, A. Paksas, E. Radušytė). Mokymo metodinis leidinys. Vilnius, 2000. 255 S.